# Браун, Клиффорд
Клиффорд Браун (англ. Clifford Benjamin Brown, 30 октября 1930 — 26 июня 1956) по прозвищу Брауни — американский джазмен-трубач, оказавший большое влияние на дальнейшее развитие стиля. Умер в возрасте 25 лет, при этом записывал альбомы лишь в течение 4 последних лет жизни. Несмотря на это, Браун оказал весьма значительное влияние на более поздних джазовых трубачей, таких как Дональд Бёрд, Ли Морган, Букер Литл, Фредди Хаббард, Валерий Пономарёв и Уинтон Марсалис. Клиффорд Браун стал Новой звездой года по версии журнала DownBeat в 1954 году, был введён в Зал джазовой славы журнала DownBeat в 1972 году.

## Биография
Браун родился в Уилмингтоне (штат Делавэр). После непродолжительной учёбы в Университете штата Делавэр, а позже — в Университете Восточного побережья Мэриленда, он попал в серьёзную автомобильную аварию. На протяжении годичной госпитализации его посещал Диззи Гиллеспи, уговоривший Брауна выбрать музыкальную карьеру. Клиффорд начал профессионально заниматься музыкой и вскоре стал одним из наиболее успешных джазовых трубачей.
Браун вдохновлялся примером Фэтса Наварро; их игру объединяли виртуозная техника и блестящая изобретательность. Тёплое бархатистое звучание его трубы отражало все возможности инструмента. Уникальная чёткость каждой ноты, даже при самых быстрых темпах игры, усиливала впечатления от мастерства исполнения. Сильно развитое чувство гармонии позволяло ему передать смелые фразы посредством аккордов, воплощавших линейные «алгебраические» составляющие гармонии би-бопа. В дополнение к тому, что Браун был мастером быстрого жанра, он превосходно выражал себя и в глубоких балладах.
Перед тем, как организовать собственную группу вместе с Максом Роучем, он выступал в ритм-н-блюзовом коллективе, в состав которого также входили Крис Пауэл, Тэд Демерон, Лайонел Хэмптон и Арт Блэйки. Квинтет Клиффорда Брауна и Макса Роуча являлся законодателем мод в жанре хард-боп. Пианист коллектива Ричи Пауэл (младший брат Бада) обрабатывал оригинальные композиции, которые создавал сам Клиффорд. Партнёрство трубача Брауна и тенор-саксофониста Гарольда Ланда вскоре перешло в сильные разногласия, в результате чего ушедшего Ланда заменил Тедди Эдвардс, после чего Сонни Роллинз также присоединился к бэнду. Под руководством Брауна и Роллинза квинтет достиг своего творческого расцвета, показывая чудеса импровизационного и экспериментаторского мастерства.
Можно утверждать, что именно предпочитавший здоровый образ жизни Браун прервал моду на героин в мире джаза, пропагандировавшуюся Чарли Паркером. Клиффорд же не принимал наркотиков и не злоупотреблял алкоголем.
В июне 1956 года Браун и Ричи Пауэл ехали из Филадельфии в Чикаго, где должно было состояться следующее выступление джаз-бенда; за рулём находилась жена Пауэла Нэнси. Неподалёку от Pennsylvania Turnpike, в условиях ночного дождя она потеряла контроль над управлением, и машина сошла с трассы. В произошедшей аварии погибли все трое. Клиффорд Браун похоронен в Mt. Zion Cemetery, Уилмингтон (штат Делавэр).
Браун погиб во вторую годовщину собственной женитьбы на ЛаРу, в день рождения своей жены.

## Память и место в истории
Бенни Голсон, работавший с Брауном в джаз-бенде Лайонела Хэмптона, написал в память о нём композицию «Я вспоминаю Клиффорда» (I Remember Clifford). Произведение вошло в джазовую традицию, соответственно, музыканты, создающие собственную интерпретацию, отдают дань памяти Брауну.
Хелен Меррил, сотрудничавшая с Брауном в 1954 году (альбом Helen Merrill with Clifford Brown, EmArcy), записала в 1995 году трибьют «Брауни: посвящение Клиффорду Брауну». Альбом содержит сольные и совместные композиции в исполнении таких известных джазменов-трубачей как Лев Золов, Том Гаррел, Валлац Руни и Рой Хардгроув.
Вступление ко второму альбому Артуро Сандоваля (после его отъезда с Кубы) называется «Я вспоминаю Клиффорда».
Каждый год в Уилмингтоне (штат Делавэр) проводится Джазовый фестиваль Клиффорда Брауна.
Документальный кинофильм «Говорит Брауни» является результатом многолетних усилий родившегося в Уилмингтоне джазового пианиста Дона Гладена и включает в себя интервью с людьми, знавшими Брауна. Сын Гладена Брэд совместил эти интервью с архивными фото- и видеоматериалами, сделанными при жизни Клиффорда. Премьера ленты состоялась в 2008 году на специальном трёхдневном Симпозиуме Клиффорда Брауна, организованном Университетом Искусств (Филадельфия) (англ.  en:University of the Arts), во время которого проходили выступления музыкантов из группы Брауна (Бенни Голсон и Луи Дональдсон) и других выступавших с ним музыкантов (Маркус Белгрэйв, Теренс Бланчард и Джон Федчок).
Иосиф Бродский написал в 1993 году стихотворение памяти Клиффорда Брауна.

## Дискография

### В качестве солиста
- Memorial Album (Blue Note, 1953)
- Memorial (Prestige, 1953)
- The Clifford Brown Big Band in Paris (Prestige, 1953)
- The Clifford Brown Sextet in Paris (Prestige, 1953)
- Daahoud (Mainstream Records, 1954)
- Clifford Brown: Jazz Immortal (Pacific Jazz, 1954, Rudy Van Gelder remastering, 2001)
- Brown and Roach Incorporated (EmArcy, 1954)
- Study in Brown (EmArcy, 1955)
- Max Roach and Clifford Brown in Concert (GNP Crescendo, 1955)
- Clifford Brown and Max Roach (EmArcy, 1955)
- Clifford Brown with Strings (EmArcy, 1955)
- Clifford Brown and Max Roach at Basin Street (EmArcy, 1956)

### В качестве исполнителя
С Артом Блэйки
- A Night at Birdland Vol. 1 (Blue Note, 1954)
- A Night at Birdland Vol. 2 (Blue Note, 1954)
- A Night at Birdland Vol. 3 (Blue Note, 1954)

С Дж. Дж. Джонсоном:
- The Eminent J. J. Johnson Volume 1 (Blue Note, 1953)

С Хелен Меррил:
Helen Merrill (EmArcy, 1954)
С Сарой Вон:
Sarah Vaughan with Clifford Brown (EmArcy, 1954)